# 12 месеци зиме (филм)

## Синопсис
Један од више забрањених филмова Крсте Шканате. Филм је снимљен 1971. и говори о феномену стаљинизма из угла жртава, саучесника и његових савременика.
Ми треба да откривамо оне скривене истине, истине скривене у међуљудским односима. То ми треба да напипамо, осетимо и извучемо на светлост дана, то треба да прикажемо гледаоцу. (Крсто Шканата)